# بليندا باور
بليندا باور (بالإنجليزية: Belinda Bauer) هي عارضة ونفسانية وراقصة باليه وممثلة أسترالية وأمريكية، ولدت في 13 يونيو 1950 في أستراليا. بدأت مشوارها المهني سنة 1979.

## أعمال

### أفلام
- (1983) فلاش دانس[3][4][5]
- (1990) روبوكوب 2[6][7][8]

### مسلسلات
- موردر

## وصلات خارجية
- بليندا باور على موقع IMDb (الإنجليزية)
- بليندا باور على موقع ألو سيني (الفرنسية)
- بليندا باور على موقع ميوزك برينز (الإنجليزية)
- بليندا باور على موقع أول موفي (الإنجليزية)
- بليندا باور على موقع قاعدة بيانات الأفلام السويدية (السويدية)
- بليندا باور على موقع إن إن دي بي (الإنجليزية)
- بليندا باور على موقع قاعدة بيانات الفيلم (الإنجليزية)
- بليندا باور على موقع كينوبويسك (الروسية)